# Tome Kitanovski
Tome Kitanovski (in macedone Томе Китановски?; Bitola, 21 maggio 1992) è un calciatore macedone, difensore del Voska Sport.

## Biografia
Anche suo padre Blagoja, è stato un calciatore.

## Carriera

### Club
Il 20 febbraio 2017 viene acquistato a titolo definitivo dalla squadra croata dell'Istria 1961.

### Nazionale
La prima convocazione nelle selezioni giovanili macedoni, arriva con l'U-19 macedone, nella sfida amichevole del 19 maggio 2011 contro l' Italia U-19, terminata 3-0 in favore degli italiani.
Nel 2019 disputa l'Intera sfida contro la Germania U-19, valida per le qualificazioni al Campionato europeo di calcio Under-19, Terminata 5-0 in favore dei tedeschi.
Successivamente arriva la convocazione nella Nazionale U-21.
Esordisce il 17 ottobre 2012 nell'incontro amichevole contro la Nazionale del Montenegro U-21, terminato 1-0 per i macedoni.
Viene convocato dalla nazionale maggiore in vista dell'amichevole internazionale contro la Polonia in programma il 14 dicembre 2012. Durante la partita fa il suo debutto subentrando nei minuti finali.
Nel 2019 vinene convocato dal CT macedone Igor Angelovski, in vista della sfida di Nations League 2018-19 contro la Georgia; sfida a cui tuttavia non prende parte.
A novembre 2020 ritorna nell'elenco dei convocati per la sfida valida per la sfida di Nations League 2020-21 contro la Nazionale Armena. Sfida nella quale subentra a venti minuti dalla fine.

## Statistiche

### Cronologia presenze e reti in nazionale
| Cronologia completa delle presenze e delle reti in nazionale ― Macedonia | Cronologia completa delle presenze e delle reti in nazionale ― Macedonia | Cronologia completa delle presenze e delle reti in nazionale ― Macedonia | Cronologia completa delle presenze e delle reti in nazionale ― Macedonia | Cronologia completa delle presenze e delle reti in nazionale ― Macedonia | Cronologia completa delle presenze e delle reti in nazionale ― Macedonia | Cronologia completa delle presenze e delle reti in nazionale ― Macedonia | Cronologia completa delle presenze e delle reti in nazionale ― Macedonia |
| Data                                                                     | Città                                                                    | In casa                                                                  | Risultato                                                                | Ospiti                                                                   | Competizione                                                             | Reti                                                                     | Note                                                                     |
| ------------------------------------------------------------------------ | ------------------------------------------------------------------------ | ------------------------------------------------------------------------ | ------------------------------------------------------------------------ | ------------------------------------------------------------------------ | ------------------------------------------------------------------------ | ------------------------------------------------------------------------ | ------------------------------------------------------------------------ |
| 14-12-2012                                                               | Aksu                                                                     | Macedonia                                                                | 1 – 4                                                                    | Polonia                                                                  | Amichevole                                                               | -                                                                        | 83’                                                                      |
| Totale                                                                   |                                                                          | Presenze                                                                 | 1                                                                        |                                                                          | Reti                                                                     | 0                                                                        |                                                                          |

| Cronologia completa delle presenze e delle reti in nazionale ― Macedonia del Nord | Cronologia completa delle presenze e delle reti in nazionale ― Macedonia del Nord | Cronologia completa delle presenze e delle reti in nazionale ― Macedonia del Nord | Cronologia completa delle presenze e delle reti in nazionale ― Macedonia del Nord | Cronologia completa delle presenze e delle reti in nazionale ― Macedonia del Nord | Cronologia completa delle presenze e delle reti in nazionale ― Macedonia del Nord | Cronologia completa delle presenze e delle reti in nazionale ― Macedonia del Nord | Cronologia completa delle presenze e delle reti in nazionale ― Macedonia del Nord |
| Data                                                                              | Città                                                                             | In casa                                                                           | Risultato                                                                         | Ospiti                                                                            | Competizione                                                                      | Reti                                                                              | Note                                                                              |
| --------------------------------------------------------------------------------- | --------------------------------------------------------------------------------- | --------------------------------------------------------------------------------- | --------------------------------------------------------------------------------- | --------------------------------------------------------------------------------- | --------------------------------------------------------------------------------- | --------------------------------------------------------------------------------- | --------------------------------------------------------------------------------- |
| 18-11-2020                                                                        | Erevan                                                                            | Armenia                                                                           | 1 – 0                                                                             | Macedonia del Nord                                                                | UEFA Nations League 2020-2021 - 1º turno                                          | -                                                                                 | 70’                                                                               |
| Totale                                                                            |                                                                                   | Presenze                                                                          | 1                                                                                 |                                                                                   | Reti                                                                              | 0                                                                                 |                                                                                   |